# East Stoke (Dorset)
East Stoke – wieś w Anglii, w hrabstwie Dorset, w dystrykcie (unitary authority) Dorset. Leży 19 km na wschód od miasta Dorchester i 172 km na południowy zachód od Londynu.